# Forment
José Vicente Forment Faet (nacido el 31 de mayo de 1947 en Almenara, Castellón, España) es un ex-futbolista español. Jugaba de delantero y su primer club fue el Valencia Mestalla.

## Carrera
Comenzó su carrera en 1966 jugando para el Valencia Mestalla. Jugó para el club hasta 1969. En ese año se fue al CD Castellón, en donde estuvo hasta 1970. En ese mismo año se pasó al Valencia CF, donde se retiró profesionalmente en 1974.

## Clubes
| Club              | País   | Año       |
| ----------------- | ------ | --------- |
| Valencia Mestalla | España | 1966-1969 |
| CD Castellón      | España | 1969-1970 |
| Valencia CF       | España | 1970-1974 |